# Aderus chamaeleopedes
Aderus chamaeleopedes es una especie de coleóptero de la familia Aderidae. La especie fue descrita científicamente por Manuel Martínez de la Escalera en 1941.

## Distribución geográfica
Habita en Bioko (Fernando Póo) (Guinea Ecuatorial).